# Гайдаров, Гайдар Мамедович
Гайдар Мамедович Гайдаров (30 апреля 1952, г. Махачкала, Дагестанская АССР, РСФСР, СССР) — российский государственный деятель. Доктор медицинских наук.

## Биография
Гайдар Мамедович Гайдаров родился 30 апреля 1952 года в городе с. Махачкала.

## На комсомольской стройке
После окончания школы в 1969 году, приехал в город Железногорск-Илимский на комсомольскую стройку. Работал на прокладке железнодорожного пути Хребтовая — Усть-Илимск.

## Служба в армии
В период с ноября 1970 года по ноябрь 1972 года служил в рядах Вооруженных Сил Союза ССР.

## Учёба
После вернулся в Иркутск и поступил в Иркутский государственный медицинский институт, который окончил в 1979 году. В 1982 году окончил очную аспирантуру.

## Карьера
С 1982 года работает на кафедре общественного здоровья и здравоохранения Иркутского государственного медицинского университета, за это время прошел путь до заведующего кафедрой.
С марта 1985 года работает главврачом факультетских клиник Иркутского государственного медицинского университета.

## Работа в областном правительстве
С августа 2009 по август 2011 года занимал должность министра здравоохранения Иркутской области. 17 августа вместо Гайдарова указом губернатора области на эту должность был назначен Дмитрий Пивень.

## Научная деятельность
В 1985 году защитил кандидатскую, в 1996 году — докторскую диссертацию. В 1998 году было присвоено ученое звание профессора. Он является автором более 100 научных работ

## Общественная деятельность
Гайдар Мамедович — известный общественный деятель: в 1990 г. был избран в областной Совет народных депутатов, а в 1992 году в Законодательное Собрание Иркутской области. Был депутатом на протяжении 5 позывов (с 1994 по 2009 год). В госдуме являлся заместителем председателя комитета по бюджету, финансово-экономическому и налоговому законодательству. В 2012—2015 гг. был секретарём иркутского городского отделения партии «Единый Дагестан».

## Награды и звания
- «Заслуженный врач Российской Федерации» — 1998;
- «Заслуженный врач республики Бурятия» — 2005;
- Заслуженный деятель науки Российской Федерации (08.12.2024)[7];
- Действующий член Муниципальной академии Российской Федерации — 2005;
- Действующий член (академик) Международной академии наук экологии, безопасности человека и природы — 2008;
- Медаль Ордена «За заслуги перед Отечеством» второй степени;
- Знак отличия «За заслуги перед Иркутской областью»;
- Знак отличия «За развитие г. Иркутска».
- «Почетный гражданин города Иркутска» — 09.10.2010[8].

## Спортивная деятельность
В молодости Гайдар Мамедович увлекался вольной борьбой и выполнил норматив мастера спорта Советского Союза по вольной борьбе. С 2007 по 2013 год был Президентом федерации вольной борьбы Иркутской области.

## Личная жизнь
Гайдаров Гайдар женат на Гайдаровой Татьяне Андреевне. Она — доктор медицинских наук, врач высшей категории, заведующий кафедрой стоматологического факультета Иркутского государственного медицинского университета. Дочь тоже стала врачом.